# 于尔巴什
于尔巴什（法語：Hurbache，法語發音：[yʁbaʃ] ⓘ）是法国大東部大區孚日省的一个市镇，属于孚日圣迪耶区。

## 地理
于尔巴什（48°20'59"N, 6°56'4"E）面积9.93 平方千米，位于法国大東部大區孚日省，该省份为法国东北部内陆省份，北起默兹省和默尔特-摩泽尔省，西接上马恩省，南至上索恩省和贝尔福地区省，东临上莱茵省和下莱茵省。
与于尔巴什接壤的市镇（或旧市镇、城区）包括：德尼派尔、穆瓦延穆捷、孚日圣迪耶、拉瓦夫尔。

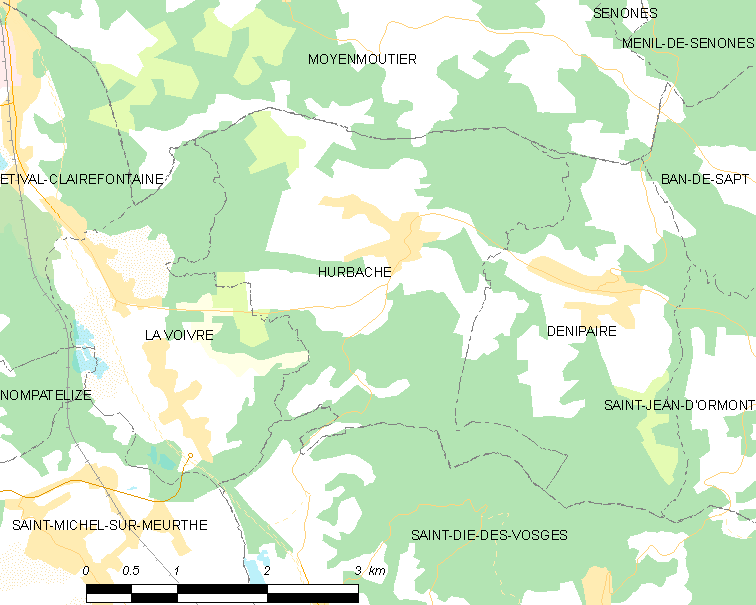
于尔巴什的OSM定位图

于尔巴什的时区为UTC+01:00、UTC+02:00（夏令时）。

## 行政
于尔巴什的邮政编码为88210，INSEE市镇编码为88245。

## 政治
于尔巴什所属的省级选区为拉翁莱塔普县。

## 人口

1962-2008年间于尔巴什人口变化图示

于尔巴什于2022年1月1日时的人口数量为291人。